# Bananketchup
Bananketchup er en filippinsk sovs lavet af banan, sukker, eddike og krydderier. Dens naturlige farve er brunlig-gul, men den er ofte farvet rød for at ligne tomatketchup. Bananketchup blev først produceret i Filippinerne under Anden Verdenskrig på grund af en mangel på tomater i krigstid, men en forholdsvis høj produktion af bananer. 

## Brug
I filippinske husholdninger bruges dette krydderi til mange retter: spaghetti, omeletter (torta), hotdogs, hamburgere, pommes frites, fisk, kulgrillet svinekød, kyllingespyd, stegt kylling og andet kød.